# Bremia borealis
Bremia borealis är en tvåvingeart som beskrevs av Ephraim Porter Felt 1914. Bremia borealis ingår i släktet Bremia och familjen gallmyggor. Inga underarter finns listade i Catalogue of Life.